# Gauche Démocratique

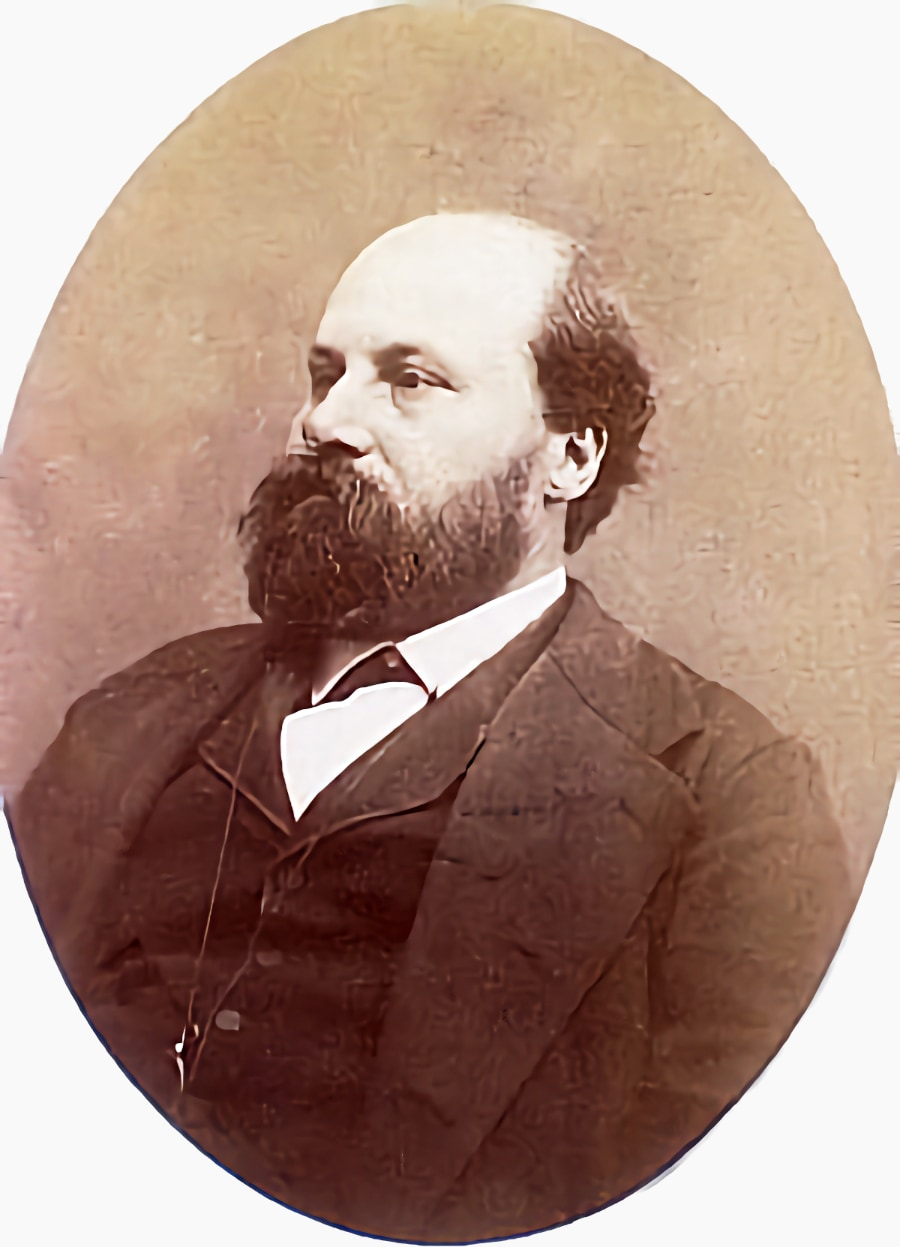
Arthur Ranc 1831-1908, voorzitter in de Senaat van de Gauche Démocratique 1892-1893

Gauche Démocratique, Nederlands: Linkse Democraten, was de naam van verschillende groeperingen in het parlement van Frankrijk, die in de loop van de tijd onder dezelfde naam hebben bestaan. Zij waren vertegenwoordigd in de Franse Senaat, de Sénat, en in de Franse Kamer van Afgevaardigden, de Chambre des Députés Française.
De Groupe du Rassemblement Démocratique et Social Européen is sinds 1989 een parlementaire groepering in de Senaat en een voortzetting van de fractie Groupe de la Gauche Démocratique, die tussen 1892 en 1989 bestond.

## Geschiedenis

### Kamer van Afgevaardigden
De parlementaire groepering Gauche Démocratique kwam in 1905 tot stand en bestond uit gematigde afgevaardigden die behoorden tot de Alliance Républicaine Démocratique ARD onder aanvoering van Jean Codet, maar ook enkele radicalen onder leiding van Émile Combes sloten zich bij Gauche Démocratique aan. De fractie Union Républicaine, bestaande uit conservatieve leden van de ARD, sloot zich in 1910 bij de fractie Gauche Démocratique aan, maar die ging daarna weer verder als Républicains de gauche.

### Senaat
Er bestond al sinds 1892 in de Senaat een Groupe de la Gauche Démocratique bestaande leden van de Parti Radical-Socialiste PRS. De eerste fractievoorzitter was Arthur Ranc. De fractie wijzigde een aantal keer van naam, maar het naamsbestanddeel Gauche Démocratique bleef lange tijd gehandhaafd:
- 1892 - Groupe de la Gauche Démocratique
- 1907 - Groupe de la Gauche Démocratique Radicale et Radical-Socialiste
- 1949 - Groupe du Rassemblement des Gauches Républicaines et de la Gauche Démocratique
- 1951 - Groupe de la Gauche Démocratique et du Rassemblement des Gauches Républicaines
- 1956 - Groupe de la Gauche Démocratique
- 1989 - Groupe du Rassemblement Démocratique Européen
- 1995 - Groupe du Rassemblement Démocratique et Social Européen RDSE

De Rassemblement Démocratique et Social Européen is dus een voortzetting van de Gauche Démocratique en als zodanig is de RDSE de oudste parlementaire groepering in het Franse parlement. Hoewel leden van de radicale partijen nog steeds de fractie domineren, zijn er ook leden van andere partijen tot de fractie toegetreden: Mouvement Républicain et Citoyen, Divers Gauche, Union pour un Mouvement Populaire en Guadeloupe unie, solidaire et responsable.

## Historische figuren
- Georges Clemenceau
- Émile Combes
- Paul Doumer
- Gaston Doumergue
- Édouard Herriot
- François Mitterrand
- Edgard Pisani
- Henri Queuille
- Edgar Faure
- Jean-Pierre Chevènement
- Jacques Mézard
- Robert Hue